# Brockman-Nationalpark
Der Brockman-Nationalpark ist ein 49 ha großer Park im Südwesten von Western Australia, Australien. 
Er liegt etwa 300 km südlich von Perth zu beiden Seiten der Straße von Pemberton nach Northcliffe, 10 km südlich von Pemberton. Er grenzt im Norden an den Warren River, westlich davon liegt der Warren-Nationalpark. Mit Ausnahme der Straße zwischen Pemberton und Northcliffe gibt es keine Besuchereinrichtungen.
In dem Park, der wegen seiner Artenvielfalt gegründet wurde, herrschen die hohen Karri- (Eucalyptus diversicolor) und Marri-Wälder (Corymbia calophylla) vor.
Yeagarup Historic Homestead, das früher als Brockmans Station bezeichnet wurde, gab dem Park seinen Namen.